# Ultima cursă (film din 1977)
Ultima cursă (titlul original: în engleză The Last of the Cowboys) este un film de comedie dramatică american, realizat în 1977 de regizorul John Leone, protagoniști fiind actorii Henry Fonda, Susan Sarandon, Eileen Brennan și Austin Pendleton. 

## Rezumat
John Howard este un șofer de camion care este lovit de o boală incurabilă. Pe perioada internării acestuia, societatea de credit care a finanțat achiziția autovehiculului, recuperează autovehiculul până ce mai rămâne de achitat ultima plată. Dezamăgit de această situație, fuge din spital într-o noapte și reușește să-și recapete camionul și pleacă la drum prin Statele Unite pentru a trăi ultima călătorie din viață.

## Distribuție
- Henry Fonda – Elegant John Howard
- Susan Sarandon – Ginny
- Robert Englund – Beebo Crozier
- Eileen Brennan – Penelope Pearson
- Dub Taylor – Harley Davidson
- John Byner – Bobby Apples
- Austin Pendleton – Guido
- Melanie Mayron – Lula
- Leigh French – Glinda
- Mews Small – Alice
- Daina House – Celeste
- Gary Sandy – Charlie La Pere
- Valerie Curtin – Mary Agnes
- Bibi Osterwald – Annie McCarigle
- Ben Freedman – Sammy
- Lyman Ward – Leland
- Tony Cacciotti – Carl
- Dave Morick – Shiela
- Lesley Woods – asistenta medi
- David Bond – șeful benzinăriei
- Herb Armstrong – Calvin Engle
- Hank Rolike – Nighthawk
- Gary Downey – ofițerul Hogarth
- Sander Vanocur – Newscaster

## Melodii din film
- Still the One – compusă de John Hall și Johanna Hall, interpretată de Orleans[1]
- Texas – interpretată de  The Charlie Daniels Band[2]